# Nedra
Nedra es el segundo más anciano de los siete dioses en la obra de David Eddings, Crónicas de Belgarath y Crónicas de Mallorea.
Él es el dios de los tolnedranos y su animal totémico es el león. Nedra mantiene en su gente los valores de la salud y el ahorro. Los tolnedranos están asociados a menudo con la idea de la codicia y el emperador Varana, como el representativo para los tolnedranos, es caracterizado como el arquetipo escéptico. Esto sugiere que los tolnedranos sean una raza materialista. Su cultura deriva en las empresas y el comercio
- Datos: Q5921427